# Janine Charrat
Pour les articles homonymes, voir Charrat (homonymie).
Janine Charrat, née le 24 juillet 1924 à Grenoble et morte le 29 août 2017 à Rueil-Malmaison,, est une danseuse, chorégraphe et directrice de ballet française.

## Biographie
Fille d'un colonel des sapeurs-pompiers, Janine Charrat acquiert jeune, à douze ans, une réputation d'enfant prodige de la danse avec son rôle dans le film de Jean Benoît-Lévy La Mort du cygne. À la recherche d'un partenaire, elle est mise en relation avec Roland Petit par la critique Irène Lidova. Avec les encouragements de Serge Lifar enfreignant la règle de ne faire danser les élèves du Ballet de l'Opéra qu'entre eux, elle forme avec lui le couple vedette de l'univers chorégraphique. En 1945, elle crée pour les Ballets des Champs-Élysées Jeu de cartes, son premier ballet, puis fonde sa propre compagnie en 1951, les Ballets Janine Charrat, appelés un temps les Ballets de France.

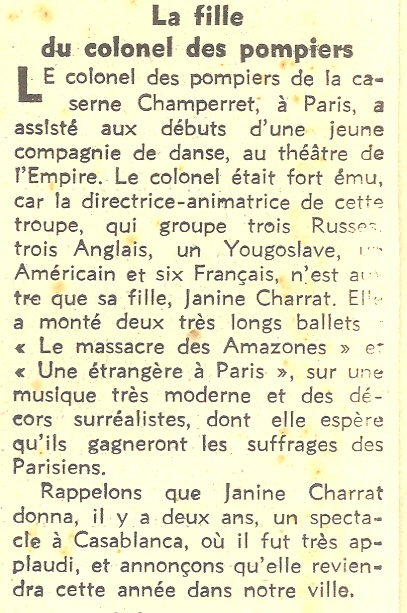
Où l'on apprend que Janine Charrat est la fille du colonel des Sapeurs-Pompiers de la Caserne Champerret. Elle présente sa troupe nouvellement créée au théâtre de l'Empire, devant son père très ému. La Vigie Marocaine, 2 février 1952

Pour Paul Valéry, la jeune prodige est la réincarnation de son Atictée dans L'Âme et la danse. En 1948, elle crée un ballet à partir du mimodrame que Paul Claudel avait écrit pour la scène japonaise en 1922 (La Femme et son ombre). 
Elle travaille avec de très grands créateurs et artistes du XXe siècle : auteurs, chorégraphes, compositeurs, hommes de théâtre, peintres, décorateurs, costumiers. Citons Jean Babilée, Pierre Balmain, Jean Bazaine, Bertolt Brecht, Marius Constant, Paul Delvaux, Leonor Fini, Jean Genet, Alexis de Giers, Arthur Honegger, Joseph Kosma, Marcel Landowski, Fernand Léger, Serge Lifar, Jean-Denis Maillart, Darius Milhaud, Francis Poulenc, Maurice Ravel, Henri Sauguet, Pierre Soulages, Igor Stravinsky, Maurice Thiriet, Jean Vilar, Jean Wiener, ou Kurt Weill. Jean Cocteau disait d'elle « Janine Charrat, marcheuse solitaire, va au-delà des étoiles ». 
Le 20 avril 1953 au Théâtre des Champs-Élysées, c'est la création avec Bertrand Castelli du ballet qu'elle chorégraphie : Les Algues, sur une musique de Guy Bernard.
En 1961, elle co-signe avec Maurice Béjart Les Quatre Fils Aymon. La même année, le 18 décembre, pendant les répétitions du ballet Les Algues pour la télévision française, son tutu prend feu au contact d’un flambeau placé au sol. Transformée en torche vivante, elle est très sévèrement brûlée. Après plusieurs mois de soins, de convalescence et de rééducation à l'hôpital Cochin, elle revient à la scène en prenant la direction de la danse du Grand Théâtre de Genève de 1962 à 1964. En 1966, elle obtient du tribunal une indemnité d'un montant de 1 450 000 francs à l'encontre de Jean Lajoie, accessoiriste à l'ORTF, déclaré responsable du drame pour avoir posé un flambeau allumé sur le sol du plateau de télévision, à proximité de Janine Charrat, et ne plus s'en être préoccupé.
Elle se marie en 1969 dans l'île de Moorea avec Michel Humbert, industriel.
En 1975, elle est candidate à l'Académie française, en même temps que Louise Weiss.
En 1978, elle devient conseillère pour la danse au Centre national d'art et de culture Georges-Pompidou à Paris.

## Ballets
- 1931 : La Marchande d'eau fraîche, musique de Jacques Ibert - La Vierge à la crèche, musique de César Franck
- 1931 : Sur l'eau, musique de Claude Debussy - Danse hawaïenne
- 1932 : Pavane pour une infante défunte, musique de Maurice Ravel
- 1933 : Boléro, musique de Maurice Ravel - Valse, musique de Johann Strauss - Le Charmeur de serpents
- 1934 : La Poupée brisée, musique de Maurice Ravel
- 1935 : La cathédrale engloutie, musique de Claude Debussy - Tabou, sur une musique de jazz
- 1940 : Danse avant l'aube, sur un poème de Pham Van Ky, musique d'Alexandre Tcherepnine
- 1940 : Alexandre le Grand, chorégraphie de Serge Lifar, musique de Philippe Gaubert
- 1942 : Britannicus, chorégraphie de Serge Lifar - Nuit d'août, chorégraphie de Serge Lifar - La Légende de la licorne, musique de Francis Poulenc
- 1943 : Avant le bal, chorégraphie de Serge Lifar, musique de Franz Schubert - Symphonie printanière, chorégraphie de Serge Lifar - Les Souliers rouges, chorégraphie de Serge Lifar, musique de Maurice Thiriet - Pavane, chorégraphie de Serge Lifar - Jack l'Éventreur, chorégraphie de Serge Lifar - Le ciel est au-dessus le toit, chorégraphie de Serge Lifar - Sur la route, chorégraphie de Janine Charrat, musique de Pablo de Sarasate - La Berceuse nègre, chorégraphie de Janine Charrat - Diana d'André Chénier, chorégraphie de Serge Lifar
- 1944 : La Classe, chorégraphie de Serge Lifar, musique de Maurice Thiriet - La Réversibilité de Charles Baudelaire, poème lu par Maurice Escande, chorégraphie de Serge Lifar - Soupir, chorégraphie de Serge Lifar, musique de Franz Liszt - Le Bourgeois gentilhomme de Molière, chorégraphie de Serge Lifar, musique de Claude Delvincourt (avec Raimu, Pierre Bertin, Marie Bell, Jacques Charon, Pierre Dux, Janine Charrat). Comédie-Française, 18 avril 1944
- 1945 : Jeu de cartes, chorégraphie de Janine Charrat, livret et musique d’Igor Stravinsky, décors de Pierre Roy (avec Jean Babilée, Roland Petit, Youly Algaroff, Irène Skorik, Nathalie Phillippart. Théâtre des Champs-Élysées, 12 octobre 1945 - Carnet de bal, chorégraphie de Serge Lifar, musique de Georges Auric
- 1946 : Cressida, chorégraphie de Janine Charrat, musique de Tony Aubin, décors et costumes de Constantin Népo, Monte-Carlo, 5 juin 1946 - La Valse, chorégraphie de Serge Lifar, musique de Claude Debussy - Plegaria, chorégraphie de Serge Lifar, musique de Ludwig van Beethoven - Passion, chorégraphie de Serge Lifar, musique de César Franck - Chota Roustaveli, chorégraphie de Serge Lifar, musique d'Arthur Honegger, Monte-Carlo, 5 mai 1946
- 1947 : Concerto n° 3, chorégraphie de Janine Charrat, musique de Serge Prokofiev, décors et costumes de L. Zack. Opéra-Comique, Paris, 26 mars 1947 - Danseuse de Degas, chorégraphie de Janine Charrat, musique d'Ivan Semenoff, décors d'Alexis de Giers, costumes de Marc Dolnitz - Brazileira, chorégraphie de Janine Charrat, musique de Darius Milhaud - Hommage à Taglioni, chorégraphie de Janine Charrat - La Petite Fille aux allumettes, chorégraphie de Janine Charrat, musique de Joseph Kosma - Idylle, chorégraphie de Janine Charrat, musique de R. Jordania
- 1948 : L'Âme heureuse, chorégraphie de Janine Charrat, musique de Charles Koechlin. Opéra-Comique, Paris - Thème et Variations, chorégraphie de Janine Charrat, musique de Tchaikovski - Adame miroir, chorégraphie de Janine Charrat, musique de Darius Milhaud, décors de Paul Delvaux, livret de Jean Genet. Théâtre Marigny, 2 juin 1948 - Allegro, chorégraphie de Janine Charrat, musique de Maurice Ravel, décors et costumes de Jacques Fath. Théâtre Marigny, 3 juin 1948 - La Femme et son ombre, chorégraphie de Janine Charrat, argument de Paul Claudel, musique d'Alexandre Tcherepnine, décors de Vachon, costumes de Pierre Balmain (avec Janine Charrat, Colette Marchand, Maurice Béjart). Théâtre Marigny, 15 juin 1948
- 1949 : Le Combat, chorégraphie de W. Dollar, musique de R. de Banfield, décors et costumes de Marie-Laure de Noailles. Princess Theater, Londres, 24 février 1949 - La Nuit, chorégraphie de Janine Charrat, musique d'Henri Sauguet, décors de Christian Bérard, costumes de Barbara Karinska, argument de Boris Kochno. Théâtre des Champs-Élysées, 19 avril 1949 - Hérodiade, argument tiré d’un poème de Mallarmé, chorégraphie de Janine Charrat, musique de Maurice Thiriet, décors et costumes de P. Sunderland. Théâtre des Champs-Élysées, 30 novembre 1949 - La Jeune Fille et l'Enchanteur, chorégraphie de Janine Charrat, musique de Marcel Landowski, décors et costumes de Douking - Abraxas, chorégraphie de Janine Charrat, musique de Werner Egk, décors et costumes de J. Fenneker. Berlin, Staatsoper, 8 octobre 1949
- 1950 : Les Sylphides, chorégraphie de Michel Fokine, musique de Frédéric Chopin - Giselle, chorégraphie de Jean Coralli et Jules Perrot, musique d'Adolphe Adam - Roméo et Juliette, chorégraphie de Serge Lifar, musique de Tchaikovski - Nuit et Jour, chorégraphie de Janine Charrat, musique de Tchaikovski. Palais de Chaillot, novembre 1950 - Le Passage de l'Étoile, chorégraphie de Janine Charrat, pièce en 4 actes de Jean Vilar, musique de Jean Gilles. Théâtre du Jorat, 3 juin 1950 - Obéron, chorégraphie de Janine Charrat, musique de Carl Maria von Weber. Opéra d'Amsterdam
- 1951 : Ballade, chorégraphie de Janine Charrat, musique de Frédéric Chopin - Concerto, chorégraphie de Janine Charrat, musique d'Edvard Grieg (avec Janine Charrat et Serge Perrault). Palais Chaillot - Orfeo, cantate chorégraphique de R. Lupi, d’après les Géorgiques de Virgile, chorégraphie de Janine Charrat, décors et costumes de Leonor Fini, production d'Irène Lidova. Biennale de Venise, 19 septembre 1951 - Colombus, chorégraphie de Janine Charrat, musique de Werner Egk. Opéra de Berlin - Abraham, chorégraphie de Janine Charrat, musique de Marcel Delannoy, livret de Maurice Sarrazin, décors de Pierre Lafitte, costumes de Pierre Soulages. Festival de Toulouse - La Mort de Mimi Pinson, chorégraphie de Janine Charrat, musique de Mendelssohn - Rêve d'amour, chorégraphie de Janine Charrat, musique de Franz Liszt - La Belle au bois dormant d’après Charles Perrault, chorégraphie de Janine Charrat, musique de Tchaikovski - La Petite Marchande d'allumettes, chorégraphie de Janine Charrat, musique d'Ivan Semenoff - Une étrangère à Paris, chorégraphie de Janine Charrat, musique de Jean Wiener et D. Barcley, décors d'Alexis de Giers - Le Massacre des Amazones, chorégraphie de Janine Charrat, musique d'Ivan Semenoff, argument de Janine Charrat et Maurice Sarrazin, décors et costumes de Jean Bazaine. Grenoble, Théâtre municipal, 24 décembre 1951
- 1952 : Quatre Gestes pour un génie et La Mécanique, chorégraphie de Janine Charrat, musique de W. Garett et Maurice Jarre, mise en scène de Maurice Cazeneuve, costumes de Fernand Léger et Pierre Soulages (avec Alain Cuny et Peter Van Dijk. Château d'Amboise en l’honneur de Léonard de Vinci, le 13 juillet 1952 - Rumba classique, chorégraphie de Janine Charrat, musique d'Ivan Semenoff, costumes de Louis Touchagues - Le Rêve, ballet de Janine Charrat en hommage à Christian Bérard qui dessina les costumes, musique de Franz Liszt, décors d'Alexis de Giers - Jeux d'eau, chorégraphie de Janine Charrat, musique de Maurice Ravel et Claude Debussy, décors et costumes de J.-C. Vigne - Jardin sous la pluie, chorégraphie de Janine Charrat, musique de Claude Debussy, décors et costumes de J.-C. Vigne
- 1953 : Les Algues, chorégraphie de Janine Charrat, musique de Guy Bernard, argument et décors de Bertrand Castelli (avec Janine Charrat, Peter Van Dijk, Maria Fris, Jacques Chazot et le nain Pieral). Théâtre des Champs-Élysées, 20 avril 1953 - Le Colleur d'affiches, ballet-bouffe de Janine Charrat, musique de Georges Van Parys, ddécors et costumes de B. Castelli. Théâtre des Champs-Élysées, 20 avril 1953 - Héraklès, chorégraphie de Janine Charrat, musique de Maurice Thiriet, décors et costumes de F. Gilot, argument d'André Boll. Théâtre des Champs-Élysées, 11 mai 1953 - Symphonie classique, chorégraphie de Janine Charrat, musique de Serge Prokofiev
- 1954 : Première Symphonie, chorégraphie de Janine Charrat, musique de Ludwig van Beethoven - Préludes, chorégraphie de Janine Charrat, musique de Johann Sebastian Bach
- 1955 : Histoire du soldat, texte de Ramuz, chorégraphie de Janine Charrat, musique d'Igor Stravinsky, décors et costumes de T. Matsoukis. Scala de Milan, 30 août 1955
- 1956 : Sampiero Corso, chorégraphie de Janine Charrat, musique d'Henri Tomasi, mise en scène de R. Lalande - Le Théâtre du Monde, texte de Calderón, chorégraphie de Janine Charrat, mise en scène de Jean Kiehl - Les Sept Péchés capitaux (mystère musical en sept tableaux), chorégraphie de Janine Charrat, musique d'Antonio Veretti, décors de Mario Chiari. Scala de Milan - La Dryade, chorégraphie de Janine Charrat, argument d'Irène Lidova, décors et costumes de B. Daydé, musique de Jordana d’après Adolphe Adam - Le Joueur de flûte, chorégraphie de Janine Charrat, musique de Marius Constant, décors et costumes de Georges Wakhévitch. Théâtre Colón de Buenos-Aires, 9 octobre 1956
- 1957 : Les Liens, argument et chorégraphie de Janine Charrat, musique d'Ivan Semenoff, décors et costumes de B. Daydé - Diagramme, chorégraphie de Janine Charrat, argument de Gérard Munschy, musique de Johann Sebastian Bach. Paris, Alhambra, 11 juin 1957 par le Grand Ballet du Marquis de Cuevas - Perséphone, chorégraphie de Janine Charrat, musique d'Igor Stravinsky - Arlequin, chorégraphie et argument de Janine Charrat, musique de Daniel Stirn, décors et costumes de Gérard Munschy. Montréal, octobre 1957 - Le Leader, chorégraphie de Janine Charrat, argument de Gérard Munschy, musique de Georges Delerue, décors et costumes de Jacques Noël. New York, 13 octobre 1957
- 1958 : Chimère, chorégraphie de Janine Charrat, musique de Jacques Thiérac, argument, décors et costumes de T. de Letay. Théâtre des Champs-Élysées, 3 octobre 1958
- 1960 : Électre (tragédie-ballet d’après Sophocle), réalisation artistique, mise en scène et chorégraphie de Janine Charrat et Pierre Rhallys, musique d'Henri Pousseur, décors et costumes de Serge Creuz (avec Janine Charrat, Milenko Banovitch, Hélène Trailine, Juan Giuliano, Patrick Belda. Bruxelles, Théâtre de la Monnaie, 10 juin 1960 - Flocons de neige (avec Janine Charrat et George Skibine. Opéra national de Paris - Le Roi David, poème de René Morax, chorégraphie de Janine Charrat, musique d'Arthur Honegger, mise en scène de Maurice Sarrazin, décors et costumes de Maurice Mélat
- 1961 : Le Combat de Tancrède, chorégraphie de Janine Charrat, poème de Tasso, musique de Claudio Monteverdi, costumes de Suzanne Lalique-Haviland. Festival d'Aix-en-Provence,avec Claude Bessy comme interprète, 24 juillet 1961 - Les Sept Péchés capitaux, chorégraphie de Maurice Béjart, musique de Kurt Weill, paroles de Bertolt Brecht (avec Janine Charrat et Ursula Kübler) - Les Quatre Fils Aymon, chorégraphie de Janine Charrat et Maurice Béjart, livret de Herman Closson, musique de Fernand Schirren, décors de Germinal Casado et Frans André. Ballet du XXe siècle - Champagne Party, chorégraphie de Janine Charrat, musique de Johann Strauss - Fantaisie concertante, chorégraphie de Janine Charrat, musique de Serge Prokofiev (3e concerto), décors de J. Dupont. Bruxelles, Théâtre de la Monnaie, mai 1961
- 1963 : Don Carlos, chorégraphie de Janine Charrat, musique de Giuseppe Verdi, livret de Joseph Méry et Camille du Locle, décors de Georges Wakhévitch, mise en scène de Marcel Lamy. Grand Théâtre de Genève, 1963 - Tu auras nom Tristan (d'après le roman de Joseph Bédier), ballet et chorégraphie de Janine Charrat, musique de Jef Maes, décors et costumes d'Henri-Georges Adam, mise en scène de Pierre Rhallys. Grand Théâtre de Genève, 11 juin 1963 - Pour le temps présent, chorégraphie de Janine Charrat, musique d'Armin Schibler, décors et costumes de Serge Diakonoff. Grand Théâtre de Genève, 29 octobre 1963 - Die Fledermaus, chorégraphie de Janine Charrat, musique de Johann Strauss, chef d'orchestre Herbert von Karajan, mise en scène de Leopold Lindtberg, décors de Teo Otto, costumes d'Erni Kniepert (de). Wiener Staatsoper, 11 novembre 1963
- 1964 : L'Enfant et les Sortilèges, chorégraphie de Janine Charrat, musique de Maurice Ravel, décors et costumes de B. Daydé. Volksoper de Vienne, janvier 1964 - Phèdre, chorégraphie de Janine Charrat (avec Belinda Wright et Mac Dowell). London Festival Ballet - Alerte... Puits 21, ballet de Janine Charrat et Milko Sparemblek, chorégraphie de Janine Charrat, musique de Pierre Wissmer, décors et costumes de Georges Wakhévitch. Grand Théâtre de Genève - Paris, chorégraphie de Janine Charrat, ballet de Boris Kochno, décors et costumes de J. Dupont, musique d'Henri Sauguet. Théâtre des Champs-Élysées, 25 novembre 1964
- 1965 : Salomé, chorégraphie de Janine Charrat, musique de Richard Strauss. Baalbek (Liban) - Le Bal du destin, chorégraphie de Janine Charrat, musique de Daniel-Lesur, argument de Stella Bon, décors et costumes d'Y. Breyer
- 1966 : Cycle, chorégraphie de Janine Charrat, musique de Dag Ivar Wirén, argument de M. Bois, décors et costumes de T. de Letay (avec Janine Charrat et Milorad Miskovitch) - Rencontres, chorégraphie de Janine Charrat, musique de Francis Lai, ballet de Pierre Rhallys, décors et costumes de B. Daydé, chansons de Pierre Barouh interprétées par Pierre Barouh et Nicole Croisille
- 1967 : Concerto n° 1 pour violon de Prokofiev, chorégraphie de Janine Charrat, musique de Serge Prokofiev
- 1968 : Au mendiant du ciel, chorégraphie de Janine Charrat, musique de Marcel Landowski, cantatrice Danielle Grimau. Palais de Chaillot, 28 janvier 1968 - Perséphone, chorégraphie de Janine Charrat, musique d'Igor Stravinsky, livret d'André Gide, décors et costumes de H.W. Mayer. Opéra d'Essen-Gelsenkirchen, 17 mars 1968 - Up to Date, choégraphie de Janine Charrat, musique de János Komives, argument de Pierre Rhallys, décors d'André Acquart, costumes de Lioba Winter-Halder. Théâtre de Paris, 15 mai 1968 - Orphée, chorégraphie de Janine Charrat, musique de Gluck. Volksoper de Vienne, 9 décembre 1968
- 1969 : L'Oiseau de feu, chorégraphie de Janine Charrat, musique d'Igor Stravinsky, décors et costumes de Wolfram Skalicki. Volksoper de Vienne, 24 mars 1969 - Le Collectionneur, argument de Michel Humbert, musique de Krzysztof Penderecki. Opéra de Munich
- 1983 : Création Hécube livret de Pierre Rhallys au Grand Théâtre de Bordeaux, avec Marine Harmel
- 1987 Palais des Glaces création au Centre Georges Pompidou à Paris reprise en 1989 au Casino de Paris, livret de Pierre Rhallys avec Martine Harmel

## Filmographie
- 1938 : La Mort du cygne, de Jean Benoît-Lévy
- 1952 : La Jeune Fille aux allumettes, de Jean Benoît-Lévy
- 1959 : Les Algues, de Louis Bertrand Castelli
- 1962 : Schéhérazade de Pierre Gaspard-Huit, avec Anna Karina et Gil Vidal, chorégraphie de Janine Charrat
- 2001 : Janine Charrat, l'instinct de la danse, de Luc Riolon et Rachel Seddoh[10].

## Publication
- Janine Charrat, Antigone de la danse, J. Charrat et al., Piazza, 1970 (OCLC 419472435)

## Décorations[10]
- Commandeure de l'ordre des Arts et des Lettres, en 1979.
- Commandeure de l'ordre national du Mérite, décorée par Philippe Douste Blazy, ministre de la Culture, en 1995.
- Commandeure de la Légion d'honneur, nommée par Jacques Chirac, président de la République, en 1999. Officière de 1990.